# Cellule microgliale
Les cellules microgliales sont des petites cellules spécifiques du système nerveux central qui constituent « la microglie ».

## Origine
Les cellules microgliales dérivent des promonocytes du sang et ont une fonction d'épuration, de phagocytose des déchets au niveau de la substance blanche et de la substance grise.

## Description
Leur noyau est ovoïde. 

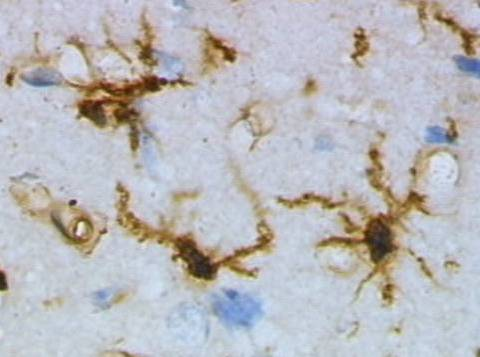
Exemple de cellules microgliales, avec pseudopodes bien visibles

Elles présentent de nombreux prolongements longs, fins et très ramifiés (pseudopodes) les aidant à assurer leurs fonctions.
Leur cytoplasme contient de nombreux lysosomes et phagosomes avec notamment une structure spécifique à ce type cellulaire: les « corps de Glüge » qui sont des phagosomes contenant des débris neuronaux phagocytés pas complètement dégradés.

## Fonctions
Le système nerveux est susceptible d’initier des signaux chimiques qui modifient l’activité de ces cellules gliales, et qu’en retour ces cellules libèrent des facteurs qui régulent l’activité des cellules nerveuses.
Bien que n'étant pas directement impliqué dans le fonctionnement synaptique, ces cellules sont des éléments importants de la physiologie et du fonctionnement du système nerveux central (SNC). Elles y jouent un rôle aussi important que celui des neurones car contribuant au traitement de l’information par le cerveau et l'organisme. 

## Pathologies
Elles peuvent produire de l'histamine et leur activation est en cause dans de nombreuses formes de « souffrance neuronale » et « douleur chronique » ;  Dans la « synapse tétrapartite » (ou « tétrasynapse ») elles sont associées aux cellules astrocytaires et aux éléments nerveux pré- et postsynaptiques en un seul ensemble fonctionnel. Dans cet ensemble elles peuvent notamment être activées par les messagers chimiques[Lequel ?] libérés à partir des terminaisons centrales présynaptiques de neurones sensoriels altérés.

### Cas particulier du VIH/SIDA
Chez les personnes infectées par le VIH, les cellules microgliales sont (avec les macrophages) les cellules qui dans le système nerveux central produisent le VIH de façon incontestable.
Leur activation est en cause lors de dysfonctionnements neuronaux se traduisant par les troubles cognitifs des sidéens. 
Chez la personne infectée, les cellules macrophagiques et microgliales deviennent neurotoxiques, par deux voies : via des protéines virales, et indirectement par la sécrétion de plusieurs facteurs neurotoxiques par les cellules activées. Cette toxicité peut conduire à la mort cellulaire par apoptose via des mécanismes encore mal compris, impliquant probablement dans la cellule à la fois un « choc oxydatif » et la toxicité du glutamate. 
Paradoxalement, des études in vivo et in vitro et des indices neuropathologiques chez des malades du sida à différents stades de la maladie ont montré au début des années 2000 que ces deux types de cellules (macrophages et les cellules microgliales) activés ont aussi un rôle protecteur : ils expriment l'EAAT-1 (transporteur de haute activité du glutamate) qui élimine le glutamate extracellulaire grâce au glutathion anti-oxydant qu'il produit. Ce rôle neuroprotecteur contrebalancerait peut-être au début de la maladie les effets neurotoxiques des cellules gliales et microgliales activées ; ceci expliquerait « le paradoxe entre la constatation d’une activation microgliale intense dès les stades précoces de l’infection à VIH et l’apparition tardive, seulement aux stades terminaux du SIDA, de la perte neuronale. Elle pourrait aussi rendre compte du caractère parfois régressif des troubles cognitifs chez certains sidéens ayant reçu un traitement anti-rétroviral de haute activité ».

### Suspicion de vulnérabilité à certains champs électromagnétiques pulsés
En 2020, des chercheurs suisses ont étudié, dans deux types de cellules (humaine et de souris), plusieurs marqueurs biologiques exposés, durant 2h ou 24 h, à un champ électromagnétique RF-EMF de 935 MHz, à 4 W/kg. Les marqueurs ne montrent pas de modifications en termes d'apoptose chez les cellules SH-SY5Y (lignée cellulaire humaine cultivée, dérivée d'un neuroblastome) ni chez les cellules microgliales exposées, mais les marqueurs montrent que l'exposition du corps humain, même à court terme (24 h) et à des niveaux de DAS ne dépassant pas les seuils de sécurité de l'ICNIRP peut provoquer une autophagie. Un stress oxydatif, « avec un effet dépendant du type de cellule et de la durée d'exposition » a aussi été observé, ainsi qu'une augmentation transitoire du glutathion (mais pas du peroxyde d'hydrogène ni de la cytochrome c oxydase) dans les cellules SH-SY5Y. Les auteurs invitent à des recherches complémentaires pour comprendre le mécanisme sous-jacent à ces observations.